# Full Metal Jacket
Full Metal Jacket è un film del 1987 diretto e prodotto da Stanley Kubrick.
La pellicola è ispirata al romanzo Nato per uccidere (The Short-Timers) di Gustav Hasford, un ex Marine e corrispondente di guerra, che ha collaborato alla sceneggiatura, e narra le vicende di un gruppo di reclute addestrate da un severissimo istruttore per partecipare alla guerra del Vietnam. Il protagonista, come inviato di guerra, si troverà a partecipare all'offensiva del Têt ed alle violenze della guerra. L'AFI ha inserito il film al novantacinquesimo posto nella classifica AFI's 100 Years... 100 Thrills.

## Trama
Parris Island, Carolina del Sud, giugno 1967. Nel campo di addestramento dei Marines, dei giovani coscritti per la guerra del Vietnam vengono affidati al rude e spietato sergente maggiore Hartman, che li sottopone a un durissimo addestramento fisico, apostrofandoli con insulti mortificanti e soprannomi ignobili come “Palla di Lardo” riferito al soldato sovrappeso Leonard Lawrence o “Biancaneve” riferito invece ad un soldato afroamericano. Protagonisti della vicenda sono lo stesso Lawrence, il quale diviene oggetto più di altri delle continue vessazioni dell'istruttore a causa della sua goffaggine e del suo atteggiamento infantile ed inadatto alla vita militare, il brillante studente "Joker", aspirante giornalista di guerra, e il suo amico texano "Cowboy".
Un giorno Joker ha un dissidio su questioni di natura religiosa con Hartman, ma a sorpresa il sergente, seppur deridendolo, ne apprezza il coraggio e lo promuove al ruolo di caposquadra. Dopo l'ennesima violazione delle regole di Palla di Lardo (il quale ha portato in camera una ciambella nonostante sia vietato portare viveri nel dormitorio), il sergente decide che da quel momento in poi, quando Palla di Lardo commetterà un errore, non punirà più solo lui ma tutto il plotone, ritenendo i commilitoni colpevoli di non averlo motivato abbastanza. Una notte i coscritti, stufi di scontare punizioni immotivate per colpa di Palla di Lardo, lo sottopongono a un "codice rosso", colpendolo con delle saponette avvolte in asciugamani; vi partecipa anche un riluttante Joker, l'unico che sembra mostrare atteggiamenti umani verso Palla di Lardo.
Da quel momento la recluta sembra migliorare notevolmente nell'attività militare, mostrando grandi capacità nel tiro, con grande soddisfazione del sergente, a discapito tuttavia della sua lucidità e salute mentale, al punto che inizia a parlare con il suo fucile e a trattarlo come se fosse la sua fidanzata (tutti loro hanno dovuto dare al proprio fucile un nome femminile e trattare l'arma come il loro migliore amico, ma Palla di Lardo sta visibilmente esagerando). Hartman, alla fine, nonostante le perplessità di Joker e di Cowboy, ritiene Palla di Lardo idoneo al ruolo di Marine come tutti gli altri. 
Finito il corso di addestramento, la notte prima della partenza per il Vietnam, Joker è di turno come piantone e trova all’interno del bagno Palla di Lardo il quale, con sguardo folle, imbraccia un fucile M14 caricato con delle pallottole full metal jacket. Nonostante Joker cerchi di farlo ragionare, Palla di Lardo è ormai completamente privo di senno e inizia a recitare il credo del fuciliere a gran voce e sveglia tutti, compreso Hartman, che sopraggiunge nel bagno e, infuriato, lo insulta per l'ennesima volta. La recluta reagisce sparando un colpo dritto al petto del sergente, uccidendolo. Subito dopo si suicida sparandosi in bocca con la stessa arma, sotto gli occhi attoniti di Joker.
Qualche mese dopo Joker è in Vietnam, impiegato come giornalista per la rivista militare Stars and Stripes. Stanco della monotonia delle retrovie e frustrato dalla censura militare applicata ai suoi articoli, chiede e ottiene di essere mandato a combattere in prima linea al fronte di Huế durante l'offensiva del Têt del gennaio 1968. Assieme al fotografo Rafterman, bramoso di emozioni belliche, si unisce alla squadra dei Porci Arrapati, dove ritrova Cowboy e fa la conoscenza di altri giovani Marines, tutti condizionati e trasformati dagli orrori della guerra.
Durante un pattugliamento, Cowboy e altri due compagni di plotone, Doc e Eightball, vengono uccisi dai colpi di un cecchino Viet Cong, il quale si rivela essere una giovanissima ragazza, che viene ferita a morte. Svanito ogni sentimento di vendetta per i compagni uccisi, provando solo il desiderio di non farla soffrire, Joker le dà il colpo di grazia, facendo di lei la sua prima vittima accertata e guadagnandosi il rispetto dagli altri soldati. I membri rimasti della pattuglia rientrano alla base, avanzando tra le rovine in fiamme, cantando la Marcia di Topolino, in un finale lugubre e surreale.
(Voce fuori campo di Joker mentre la pattuglia torna alla base)

## Produzione
Il regista Stanley Kubrick decise di ricostruire il Vietnam in un set vicino a Londra, importando circa trecento palme dalla Spagna. La scena finale della battaglia di Huế è stata girata nel Sussex, nella centrale del gas in demolizione del quartiere di Beckton.
Il budget per la realizzazione del film è stato di 30 milioni di dollari. Tutti i personaggi asiatici sono interpretati da caratteristi inglesi di origine vietnamita. Il sergente Hartman è interpretato da un ex istruttore dei Marines, Ronald Lee Ermey, congedatosi nei primi anni settanta per motivi di salute e stabilitosi quindi nelle Filippine. Ermey, pilota di elicotteri ed attore a tempo perso, venne inizialmente scritturato da Kubrick come consulente militare, per poi essere scelto come interprete per le sue notevoli capacità oratorie; in precedenza aveva già preso parte alla scena dell'assalto elicotteristico nel film Apocalypse Now di Francis Ford Coppola.
Le riprese durarono circa un anno, dal 27 agosto 1985 all'8 agosto 1986, e il budget del film fu di circa 30 milioni di dollari con incassi superiori ai 46 milioni nel mercato nordamericano. Inizialmente il primo blocco di riprese fu quello delle scene di guerra e l'Offensiva del Têt, questo per permettere all'attore Vincent D'Onofrio di ingrassare oltre 30 kg, in modo tale da impersonare al meglio il ruolo del soldato goffo e in sovrappeso nelle scene dell'addestramento, che sono state girate per ultime e poi inserite nel montaggio come prima parte del film.
Fra i principali luoghi delle riprese si possono ricordare:
- RAF Swinderby, Bassingbourn Barracks, Epping Forest e Parris Island per le scene dell'addestramento;
- le Beckton Gasworks a Beckton, per le scene delle rovine di Huế;
- l'Isle of Dogs, per le scene di Đà Nẵng;
- Norfolk Broads;
- Cliffe nel Kent, per le varie scene in Vietnam.

Alcune scene furono girate anche negli Pinewood Studios di Iver Heath, nel Buckinghamshire. 
Inizialmente, nella scena finale del film, la Marcia di Topolino cantata dai soldati era stata doppiata nella versione italiana. Tuttavia, alla morte di Stanley Kubrick, il produttore esecutivo Jan Harlan decise di farla rimuovere per mantenere, anche nel doppiaggio italiano, la versione originale.

## Colonna sonora
Di seguito sono riportate le musiche utilizzate in Full Metal Jacket nell'ordine in cui si possono ascoltare durante il film. Queste non coincidono con le tracce contenute nel CD ufficiale Full Metal Jacket Original Motion Picture Soundtrack. La sigla finale Paint It Black dei Rolling Stones e la Mickey Mouse Club March di Walt Disney sono assenti nel CD, mentre sono presenti I like it like that di Chris Kenner e Transition di Abigail Mead, assenti nel film. Molte tracce della colonna sonora sono di Abigail Mead, figlia di Stanley Kubrick.

#### Tracce
1. Sigla iniziale: Hello Vietnam – Johnnie Wright[6]
2. Parris Island – Abigail Mead
3. The Marines Hymn – The Goldman Band
4. Leonard – Abigail Mead
5. These Boots Are Made for Walkin' – Nancy Sinatra
6. Chapel of Love – The Dixie Cups
7. Ruins – Abigail Mead
8. Wooly Bully – Sam The Sham and The Pharaohs
9. Attack – Abigail Mead
10. Surfin' Bird – The Trashmen
11. Time Suspended – Abigail Mead
12. Sniper – Abigail Mead
13. Mickey Mouse Club March – Walt Disney
14. Sigla finale: Paint It Black – Rolling Stones

## Distribuzione
Il film esce negli Stati Uniti il 26 giugno 1987 in anteprima, per poi in ampia distribuzione nazionale dal 10 luglio, ad appena sette mesi di distanza da un altro celebre film sulla guerra del Vietnam, il pluri-premiato Platoon di Oliver Stone, uscito nel dicembre 1986 e premiato agli Oscar nel marzo 1987. Vietato ai minori di anni 18, nelle sale cinematografiche italiane il film esce il 9 ottobre 1987 e, in tre mesi incassa otto miliardi di lire, piazzandosi poi al quarto posto tra le pellicole più viste dell'anno.

### Divieti
Il film circolò in Italia con il divieto ai minori di 18 anni per numerose scene violente e per il linguaggio scurrile. Il divieto fu successivamente ridotto ai minori di 14 anni, permettendo la diffusione televisiva integrale.

### Edizione italiana
Il doppiaggio italiano fu eseguito dalla Kamoti Cinematografica e diretto da Mario Maldesi su dialoghi di Riccardo Aragno.
Nella versione originale, l'istruttore Hartman si presenta come "Gunnery Sergeant Hartman", ovvero con il grado di sergente d'artiglieria, inferiore rispetto a quello di sergente maggiore con cui si presenta nella versione italiana. La voce italiana del sergente è dell'attore Eros Pagni, il quale riuscì a replicare efficacemente il modo di parlare veloce e perentorio del personaggio e del suo interprete originale. La ragazza-cecchino vietnamita è invece doppiata da Ilaria Stagni, in seguito nota per il doppiaggio di Bart Simpson.
Nella versione originale Leonard viene soprannominato "Gomer Pyle", dal personaggio della serie commedia televisiva The Andy Griffith Show, inedita in Italia.

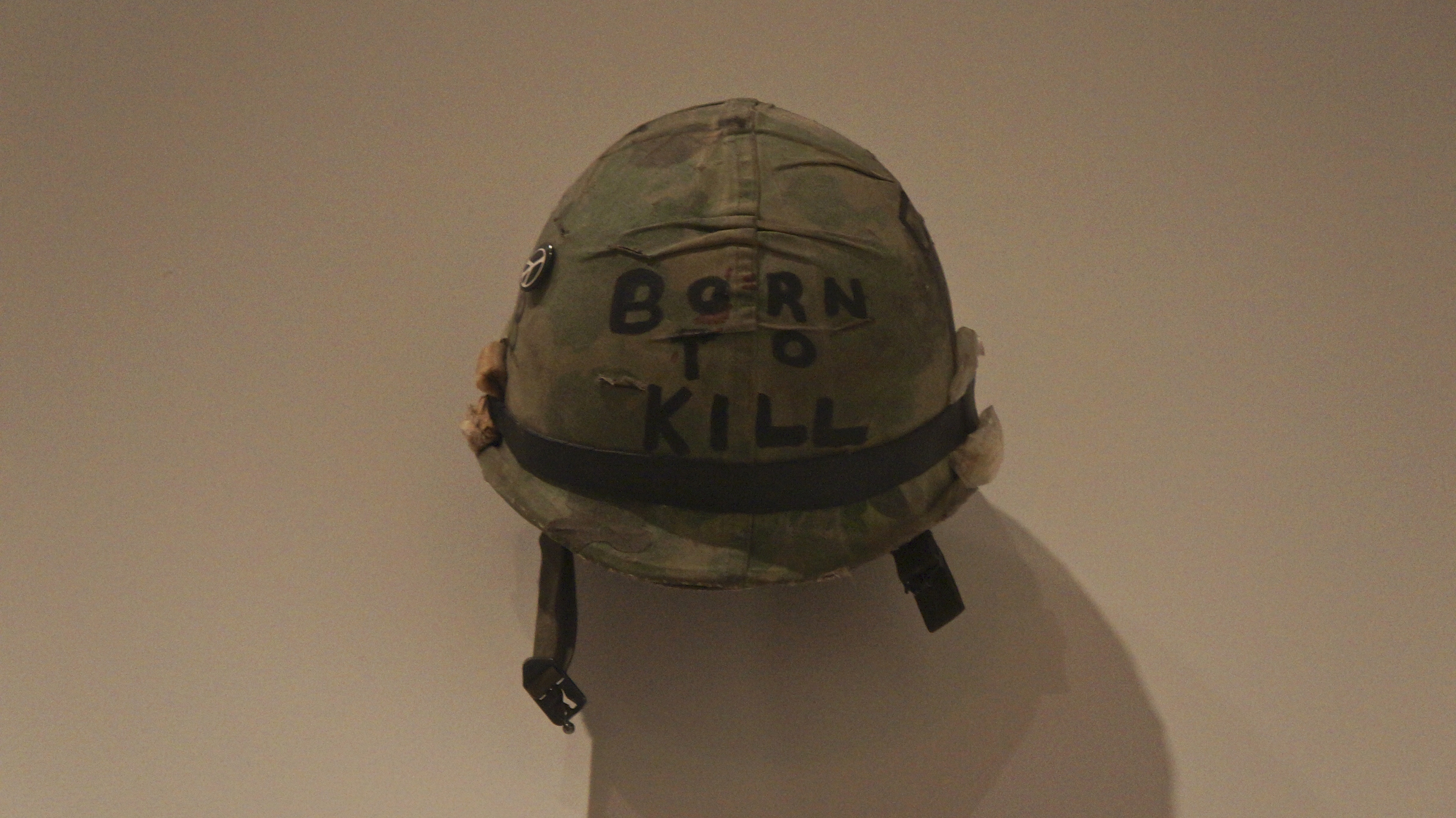
L'elmetto usato dal protagonista

L'edizione italiana del film subì delle modifiche nel finale in occasione della rimasterizzazione per l'uscita in DVD. La battuta che Donlon pronuncia dopo che Joker ha ucciso il cecchino, "Fottuta dedizione al dovere. La dedizione dei duri", fu ridoppiata in "Adesso sei un duro Joker. Adesso sei veramente un duro", che traduce più correttamente la battuta originale ("Hard core, man. Fucking hard core"). Fu inoltre rimossa la traduzione in italiano della "Mickey Mouse March", sostituendola con la versione originale in inglese.

## Riconoscimenti
- 1988 - Premio Oscar
  - Candidato per la migliore sceneggiatura non originale a Stanley Kubrick, Michael Herr e Gustav Hasford
- 1988 - Golden Globe
  - Candidato per il miglior attore non protagonista a Ronald Lee Ermey
- 1988 - Premio BAFTA
  - Candidato per il miglior sonoro a Nigel Galt, Edward Tise e Andy Nelson
  - Candidato per i migliori effetti speciali a John Evans
- 1988 - Boston Society of Film Critics Award
  - Migliore regia a Stanley Kubrick
  - Miglior attore non protagonista a Ronald Lee Ermey
- 1988 - David di Donatello
  - Miglior produttore straniero a Stanley Kubrick
  - Candidato per il miglior film straniero a Stanley Kubrick
  - Candidato per il miglior regista straniero a Stanley Kubrick
- 1988 - London Critics Circle Film Award
  - Regista dell'anno a Stanley Kubrick
- 1988 - Ciak d'oro
  - Miglior film straniero

## Curiosità
- L'espressione "in a world of shit", in un mondo di merda, pronunciata da Joker nella scena finale, è la stessa usata da Palla di Lardo poco prima di sparare a Hartman e poi a sé stesso; in quel punto del film è stata tradotta "nella merda fino al collo". È l'unico ricordo di Palla di Lardo nella seconda parte del film.

- Nel celebre discorso iniziale alle reclute, il Sergente maggiore Hartman rivolge al soldato Cowboy, quando questi gli dice di essere del Texas, la frase di scherno: "Strano, io ho sempre saputo che nel Texas ci nascono solo tori e checche, soldato Cowboy! Tu l'aria del toro non ce l'hai neanche un po' e quindi il cerchio si restringe!". È una citazione sostanzialmente fedele della battuta con la quale il personaggio del Sergente maggiore Emil Foley, nel film Ufficiale e gentiluomo, accoglieva le reclute. Hartman è, nel complesso, un personaggio fortemente ispirato a Foley, anche se ne esaspera i tratti volgari e autoritari.